# Большой Ключ (Марий Эл)
Большой Ключ (мар. Шым Памаш) — деревня в Сернурском районе Республики Марий Эл. Входит в состав Чендемеровского сельского поселения.

## География
Находится в северо-восточной части республики Марий Эл на расстоянии приблизительно 7 км на запад-северо-запад от районного центра посёлка Сернур.

## История
Основана была как выселок из починка Шимпомаш. В 1884—1885 годах в 5 дворах проживали 24 мари. В 1900 году числилось 4 двора. В 1930 году проживали 57 человек, мари. К 1975 году население стало 50 человек, дворов 10. В 1996 году в 10 дворах проживали 34 человека. В 2005 году насчитывалось 11 дворов. В советское время работал колхоз «Йошкар Йуле».

## Население
Население составляло 36 человек (мари 100 %) в 2002 году, 37 в 2010.